# M16 (amas ouvert)
Pour les articles homonymes, voir M16.
M16 (NGC 6611) est un très jeune amas ouvert situé dans la queue de la constellation du Serpent, à proximité des constellations du Sagittaire et de l'Écu de Sobieski. M16 est entouré par la nébuleuse de l'Aigle dont la désignation est IC 4703. On désigne en certains endroits cette nébuleuse comme M16 et il règne une certaine confusion entre ces deux objets. L'amas M16 a été découvert par l'astronome suisse Jean Philippe Loys de Cheseaux en 1745 et on attribue la découverte de la nébuleuse à Charles Messier.
Selon la classification des amas ouverts de Robert Trumpler, cet amas renferme entre 50 et 100 étoiles (lettre m) dont la concentration est moyenne (II) et dont les magnitudes se répartissent sur un grand intervalle (le chiffre 3). La lettre n indique que M16 baigne dans une nébuleuse. Notons cependant que certaines sources, dont la version anglaise de Wikipédia, indiquent un nombre d'étoiles supérieure à 8000 pour M16, à cause de la confusion qui existe entre l'amas et la nébuleuse de l'Aigle.

## Histoire
L'amas ouvert fut découvert par Jean-Philippe de Cheseaux en 1745 . Charles Messier a refait cette découverte le 3 juin 1764 en mentionnant un amas d'étoiles « mêlée d'une faible lumière », suggérant ainsi la présence d'une nébuleuse autour de l'amas. On attribue donc la découverte de la nébuleuse de l'Aigle à Charles Messier qui l'a inscrit dans son catalogue sous la désignation M16, d'où la confusion entre l'amas lui-même et la nébuleuse de l'Aigle.
William et Caroline Herschel ont observé l'amas en 1783, mais ils n'ont pas noté la présence de la nébuleuse. En conséquence, l'entrée NGC 6611 du catalogue de John Dreyer basée sur les écrits d'Herschel est celle de l'amas ouvert ce n'est qu'en 1908 que la nébuleuse de l'Aigle reçut la désignation IC 4703.
La première photographie de la nébuleuse a probablement été prise par E. E. Barnard en 1895. Plus récemment, les images acquises par le télescope spatial Hubble en 1995 montrent que la nébuleuse de l'Aigle est une pouponnière d'étoiles, en termes plus scientifiques une région HII ; ces images spectaculaires resteront parmi les plus médiatisées du télescope spatial et auront marqué le début d'une grande série. En 2022, le télescope spatial  James Webb a photographié une nouvelle fois la nébuleuse, révélant de nouveaux détails, avec une image toujours plus précise, et une nouvelle façade de M16, capturée en infrarouge. On peut voir ces image sur la page Piliers de la création.

## Observation
Aux jumelles, on peut voir la nébuleuse sous la forme d'une tache diffuse et une dizaine d'étoiles de l'amas. Un télescope de 200 mm de diamètre équipé d'un filtre interférentiel permet de voir plus facilement les contours de la nébuleuse. Quant aux piliers, magnifiques sur les photographies des grands télescopes, ils restent difficilement accessibles dans des instruments d'amateurs, sinon en imagerie.

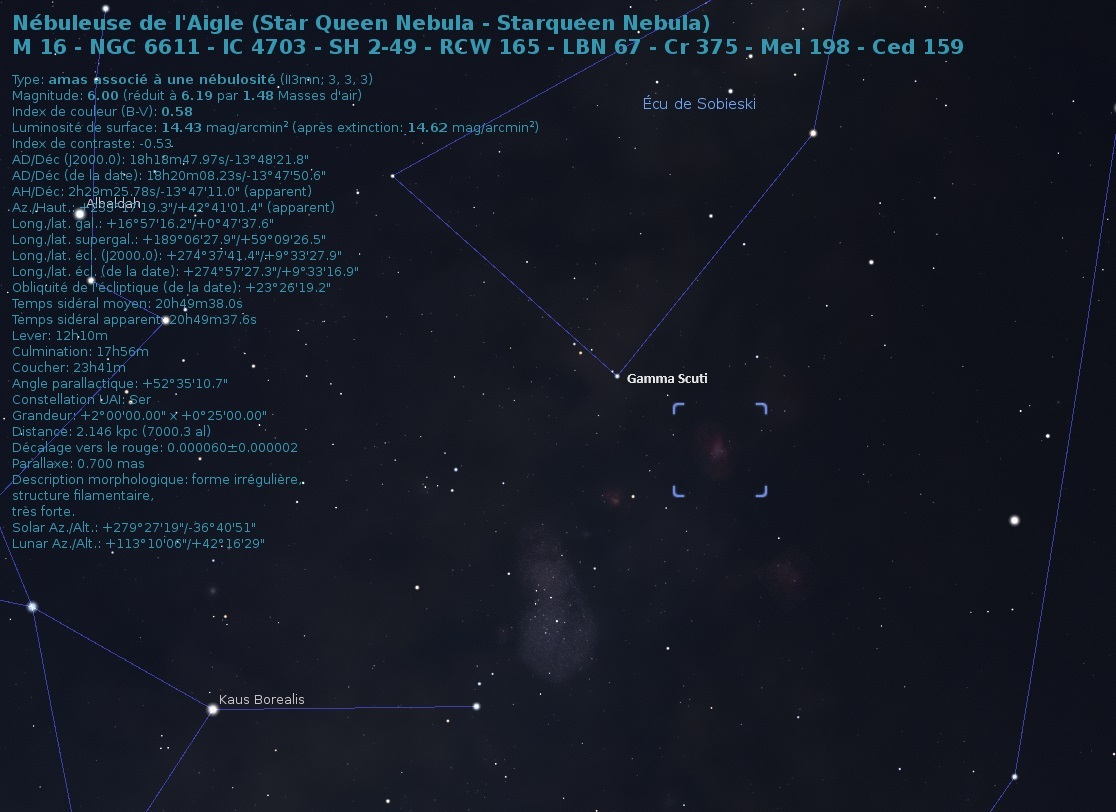
Localisation de Messier 16 dans la constellation du Serpent, près l'Écu de Sobieski, et données du logiciel Stellarium.

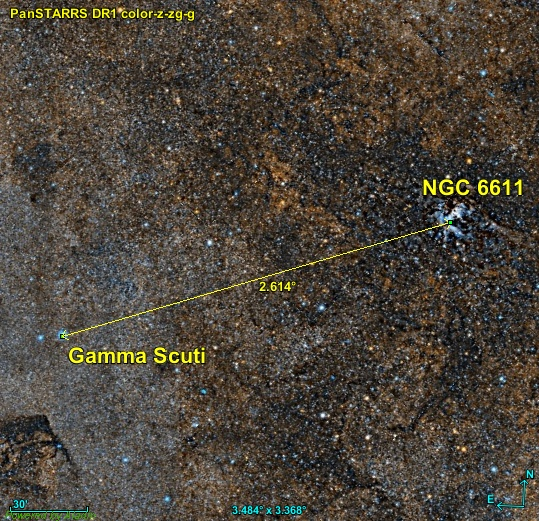
M16 près de l'étoire Gamma Scuti.

M15 est à environ 2,6° au sud-est de l'étoile Gamma Scuti.

## Caractéristiques

### Distance et vitesse
Selon de récentes mesures réalisées en 2021 par le satellite Gaia de la distance de M16, l'amas est à 1 582 ± 134 pc (∼5 160 al) du système solaire,. La base de données Simbad indiquent six autres valeurs de la distance de publications parues entre 2005 et 2020. La moyenne de ces valeurs est de 1 699 ± 70 pc (∼5 540 al).
Selon le même article de 2021, la vitesse de M16 est de −16,374 ± 1,293 km/s,. Six valeurs de la vitesse sont indiquées par Simbad, mais l'échantillon de ces mesures est passablement moins cohérent que celui des distances, les vitesses étant comprises entre −21,39 ± 5,89 km/s et 18,00 ± 0,58 km/s.

### Les étoiles de M16
Des étoiles naissent encore dans ce très jeune amas. À la recherche d'objets Herbig-Haro, plus de 52 étoiles de pré-séquence principale avaient été découvertes dans M16 avant les années 1990. Une étude détaillée  de ces étoiles a été publiée en 1997. Selon les résultats obtenus, l'âge des étoiles les plus évoluées de l'amas est de 6 millions d'années.
D'autre part, plusieurs études ont été réalisées pour les étoiles de la nébuleuse de l'Aigle, IC 4703. L'envergure de cette nébuleuse est d'environ 70 par 55 années-lumière et plusieurs des régions de celle-ci sont des lieux intenses de naissance d'étoiles, dont les Piliers de la création. La nébuleuse renferme donc de nombreuses jeunes étoiles bleues, beaucoup plus que M16.